# Etiqueta negra (álbum de Nosequien y Los Nosecuantos)
Etiqueta negra (no confundir con Black Label, otro álbum recopilatorio) es el quinto álbum de la banda peruana Nosequien y Los Nosecuantos y el segundo recopilatorio de toda su carrera; también existe Red Label y Etiqueta dorada (20 años).
Este álbum ha sido una dedicatoria y hecho con mucho cariño de Los Nosecuantos en formato CD para todos sus fanes.

## Lista de canciones
1. No sé mix
2. Magdalena
3. La pacha
4. Mamá, mamá, mamá no te robes mi Yamaha
5. Los piratas del Caribe
6. Las torres
7. Maradona
8. Títere
9. Father and son
10. Pasamayo maldito
11. Los patos y las patas
12. Yo fui lorna
13. Adiós orgullo
14. El rap del Chicle Choncholí
15. Aló Gisela
16. Vargas Llosa
17. Distrito de Ate-Vitarte
18. Vanidad (Tony Curtis)
19. Volver
20. Manda frutas (Desde lejos)
21. Monstruo de Almendariz
22. La cita
23. El verano
24. Kagen Von Risen
25. Que lindos sus ojitos